# Comme une image
Pour plus de détails, voir Fiche technique et Distribution.
Comme une image est un film français réalisé par Agnès Jaoui, écrit par Agnès Jaoui et Jean-Pierre Bacri, et sorti le 16 mai 2004.

## Synopsis
Sylvia Millet, professeur de chant, découvre que l'une de ses élèves, Lolita, est la fille d'Étienne Cassard, un écrivain qu'elle admire. Grâce à Lolita, Sylvia et son mari Pierre, lui-même écrivain, vont intégrer le cercle d'amis d'Étienne. Progressivement, Sylvia prend conscience du fait qu'Étienne n'est pas l'homme qu'elle imaginait et qu'il n'a que peu d'estime pour sa fille, Lolita.

## Fiche technique
- Titre : Comme une image
- Titre international : Look at me / Like an image
- Réalisation : Agnès Jaoui
- Scénario : Agnès Jaoui et Jean-Pierre Bacri
- Musique : Philippe Rombi
- Décors : Olivier Jacquet et Jimena Estève
- Costumes : Jackie Budin
- Photographie : Stéphane Fontaine
- Son : Jean-Pierre Duret, Gérard Lamps et Nadine Muse
- Montage : François Gédigier
- Production : Christian Bérard et Jean-Philippe Andraca
  - Production associée : Judith Havas
- Sociétés de production : Les Films A4, Studiocanal, France 2 Cinéma, Canal+, Lumière et Eyescreen SRL
- Sociétés de distribution : Mars Distribution et Studiocanal (France), Pathé (Royaume-Uni et Irlande), Sony Pictures Classics (États-Unis), Les Films Séville (Canada), Lucky Red (it) (Italie), Frenetic Films (de) (Suisse)
- Pays d'origine :  France et  Italie
- Langue originale : français
- Budget : 11,73 millions d'euros
- Format : couleur - 35 mm - 2,35:1 - CinemaScope - SRD / DTS
- Genre : comédie dramatique
- Durée : 110 minutes
- Dates de sortie :
  - France : 16 mai 2004 (festival de Cannes) ; 22 septembre 2004 (sortie nationale)
  - États-Unis : 12 avril 2005

## Distribution
- Marilou Berry : Lolita Cassard
- Jean-Pierre Bacri : Étienne Cassard, le père de Lolita, écrivain renommé
- Agnès Jaoui : Sylvia Millet, professeur de chant de Lolita
- Laurent Grévill : Pierre Millet, le mari de Sylvia, écrivain
- Virginie Desarnauts : Karine Cassard, la jeune femme d'Étienne
- Keine Bouhiza : « Sébastien » (Rachid)
- Grégoire Oestermann : Vincent, assistant « souffre-douleur » d'Étienne
- Serge Riaboukine : Félix, ami de Pierre
- Michèle Moretti : Édith, l'éditrice de Pierre
- Julien Baumgartner : Mathieu, dont Lolita est amoureuse
- Olivier Doran : François Galland, animateur télé vedette
- Jean-Pierre Lazzerini : le chauffeur de taxi
- Jacques Boko : le videur
- Yves Verhoeven : le badaud 1
- Samir Guesmi : le badaud 2
- Bob Zaremba : le type qu'on voit partout
- Roberte Kiehl : la pianiste du conservatoire
- Jean-Baptiste Blanc : le chanteur du conservatoire
- Emma Beziaud : Louna
- Zelie Berger : Zélie, la copine de Mathieu au café
- Dimitri Rataud : le médecin
- Camille Dereux : la jolie chanteuse
- Henri Boyer : le pianiste chez Pierre et Sylvia
- Guillaume Huet : Nicolas
- Olivia Lancelot : la peintre
- Elodie Clairin : la serveuse de la brasserie d'Etienne
- Olivier Claverie : l'éditeur
- Patricia Dagmey : cadre commercial
- Bernard Blancan : le serveur du café du village
- Sebastien Andrieu : le jeune homme qui regarde Sylvia
- Marie Sarrasin : la jeune fille qui embrasse Mathieu
- Antonia Cornin-Navarro : la gardienne
- Philippe Tran : le serveur du restaurant Edith / Sylvia
- Erick Desmarestz : le nouveau maître
- Didier Brice : l'assistant du nouveau maître
- Catherine Morin : la femme de la publicité
- Alain Debruyne : la personne qui place à l'église
- Laurent Bury : l'ensemble vocal
- Caroline Duliège : l'ensemble vocal
- Alice Fagard : l'ensemble vocal
- Sophie Fejoz : l'ensemble vocal
- Roméo Fidanza : l'ensemble vocal
- Mahé Goufan : l'ensemble vocal
- Loïk Le Guillou : l'ensemble vocal
- Arnaud Péan : l'ensemble vocal
- Christophe Manien : le pianiste
- Alexandra Rübner : la voix de Lolita en concert et en répétition
- Jackie Berroyer : l'ami devant les Bains (non crédité)
- Vincent Bowen : (non crédité)
- André Crudo : le photographe des Bains (non crédité)
- Émilie Lafarge : (non créditée)
- Maia Landaburu : (non créditée)
- Florian Lapôtre : un fêtard (non crédité)

## Production

### Lieux de tournage[1]
- Paris :
  - 2e arrondissement : Boulevard Sébastopol ;
  - 3e arrondissement : Rue du Bourg l'Abbé (Restaurant-club "Les Bains") ;
  - 5e arrondissement : Collèges des Bernardins, rue des Bernardins ;
  - 6e arrondissement : Boulevard Saint-Germain ;
  - 9e arrondissement : Boulevard Poissonnière, rue Rougemont, Rue de la Chaussée d'Antin ;
  - 10e arrondissement : rue du Faubourg-Poissonnière, Conservatoire du 10ème arrondissement - Hector Berlioz, 6 rue Pierre Bullet, Rue du Château d'Eau ;
  - 11e arrondissement : Rue Darboy ;
- Bourgogne :
  - Nièvre : Église de Saint-Aubin-des-Chaumes ;
  - Yonne : Menades, Vault-de-Lugny et L'Isle-sur-Serein (Café-hôtel "Les épis d'Or", 7 place La Fontaine).

## Bande originale
- La séquence musicale du générique d'ouverture (An die Musik de Schubert arrangé par Philippe Rombi avec les paroles d'Agnès Jaoui[2]) est reprise fidèlement dans la bande-originale du film Moonrise Kingdom réalisé par Wes Anderson en 2012. De plus, la cantatrice Alexandra Rubner qui double les vocalises de Marilou Berry dans Comme une image est également l'interprète de cette séquence musicale de Schubert dans Moonrise Kingdom[3]. Pour cette raison, Agnès Jaoui est citée dans les remerciements du générique de fin du film de Wes Anderson.

## Box-office
- Box-office États-Unis : 299 883 entrées
- Box-office France : 1 629 469 entrées
- Box-office Europe : 2 483 627 entrées[4]

## Récompenses et distinctions

### Récompenses[5]
- Prix du scénario au festival de Cannes 2004 pour Agnès Jaoui et Jean-Pierre Bacri
- Lumières de la presse étrangère 2005 pour Marilou Berry

## Analyse